# Aaron Ehasz
Aaron Ehasz é um roteirista e produtor de televisão americano cujos trabalhos consistem principalmente em séries animadas, como Avatar: A Lenda de Aang e Futurama, apesar de ter ocupado a função de produtor nas séries live-action The Mullets e Ed.

## Carreira
Ehasz começou sua carreira como escritor no ano 2000, trabalhando na equipe de roteiro da série Ed e em Mission Hill. Em 2001 ele tomou a posição de editor de história na série animada Futurama de Matt Groening, onde ele trabalhou até o seu cancelamento em 2003. De 2005 a 2008 ele serviu como co-produtor executivo e escritor-chefe na aclamada série Avatar: A Lenda de Aang da Nickelodeon. Quando Futurama voltou ao ar pela Comedy Central em 2009, ele retornou à equipe de roteiro. No mesmo ano, ele também escreveu um episódio da versão americana da série Sit Down, Shut Up.

### Episódios deFuturama
- "Mamãe ataca de novo" (3.21)
- "Calor de matar" (4.08)
- "Benderama" (6.17)[2]
- "Reencarnação" (6.26)

### Episódios deAvatar: A Lenda de Aang

#### Como escritor
- "Solstício de Inverno, Parte 1: O Mundo Espiritual" (1.07)
- "A Tempestade" (1.12)
- "A Adivinha" (com John O'Bryan) (1.14)
- "O Cerco do Norte, Parte 1" (1.19)
- "O Cerco do Norte, Parte 2" (1.20)
- "O Estado Avatar" (2.01) (com Elizabeth Welch Ehasz, Tim Hedrick & John O'Bryan)
- "Trabalho Amargo" (2.09)
- "As Encruzilhadas do Destino" (2.20)
- "O Despertar" (3.01)
- "O Dia do Sol Negro, 2ª Parte: O Eclipse" (3.11)
- "O Cometa de Sozin, 1ª Parte: O Rei Fênix" (3.18)
- "O Cometa de Sozin, 2ª Parte: Os Velhos Mestres" (3.19)

#### Como escritor-chefe
- Todos os 61 episódios (1.01 - 3.21)

## Prêmios e indicações
Em 2007 foi indicado ao Prêmio Emmy de Melhor Programa de Animação (Menos de Uma Hora) pelo seu trabalho na segunda temporada de Avatar: A Lenda de Aang.